# Lizan Freijsen
Elizabeth Maria Josepha (Lizan) Freijsen (Zwijndrecht, 19 maart 1960 – Rotterdam, 15 februari 2024) was een Nederlandse textielkunstenaar, vooral bekend om haar werk, geïnspireerd op schimmels en organische processen. 
Lizan was de oudste van vier kinderen. Haar vader was muzikant bij de Marinierskapel der Koninklijke Marine. Ze volgde van 1978 tot 1984 een opleiding aan de Willem de Kooning Academie in Rotterdam, gevolgd door enkele jaren aan de Jan van Eyck Academie in Maastricht. In 2014 begon ze naast haar docentschap aan de Willem de Kooning Academie een masterstudie Design Research, die ze in 2017 afrondde met de publicatie van het boekThe Living Surface. Dit werk was gebaseerd op haar uitgebreide fotoverzameling van schimmels en vochtvlekken.
Haar fascinatie voor microbiologie in vormen van verval kwam tot uiting in haar kunstwerken. Zij fotografeerde vanaf 2002 schimmels en vochtplekken in studentenhuizen en sociale huurwoningen. Ze gebruikte die patronen als inspiratie voor behang en later voor handgetufte wollen tapijten. Haar werk was onder meer te zien in het Stedelijk Museum Schiedam, Museum Boijmans Van Beuningen, tijdens de Dutch Design Week en in het Palazzo Turati in Milaan. Voor Micropia, het wetenschapsmuseum van Artis, maakte ze The Fungal Wall,  een muur van 12 bij 5 meter met schimmelpatronen.
Na een fietsongeluk overleed ze op 15 februari 2024 in het ziekenhuis.